# 大伴神社 (佐久市望月)
大伴神社（おおともじんじゃ）は、長野県佐久市にある神社。『延喜式神名帳』にも名前が見える式内社。

## 概要
社伝によれば、景行天皇40年に、大伴武日（現在の祭神は天忍日命）が馬に乗って当地に降臨し、鎮座したのが始まりと伝わる。
また、月読命が大海原から竜馬に乗って四方の河渓を見て回り、千曲川を遡って当地へ鎮座したという伝承もある。
大宝年間に、諸国に牧場（官牧） が設定され、千曲川・鹿曲川に境した700乃至800メートルの高原台地が朝廷直轄の牧場となり、「望月牧」となった。これを維持、管理する牧監が、この地に土着して一大豪族となった大伴氏を祖とする望月氏 〔ママ〕の人物から任命され、長倉牧・塩野牧の長官をも望月氏が兼任したという。望月の牧は都にも名を馳せており、紀貫之も「逢坂の関の清水に影見えていまや曳くらむもちづきの駒」という歌を残している。